# Torre San Patrizio
Torre San Patrizio település Olaszországban, Marche régióban, Fermo megyében. Lakosainak száma 1901 fő (2023. január 1.). Torre San Patrizio Fermo, Monte San Pietrangeli, Monte Urano, Montegranaro és Rapagnano községekkel határos.

## Népesség
A település lakossága az elmúlt években az alábbi módon változott:
| Lakosok száma | 2018 | 1987 | 1901 |
|               | 2017 | 2018 | 2023 |